# Carex chaofangii
Espèce
Classification phylogénétique
Carex chaofangii est une espèce des plantes du genre Carex et de la famille des Cyperaceae.